# Matej Kazijski
Matej Ilyanov Kazijski o Kaziyski (en búlgaro: Матей Илиянов Казийски; Sofía, 23 de septiembre de 1984) es un jugador profesional de voleibol búlgaro. Juega como receptor/atacante en el JTEKT Stings de Japón.

## Biografía

### Inicios en Bulgaria (1995-2005) y Dinamo Moscú (2005-2007)
Hijo de un jugador de voleibol comienza a jugar en el equipo juvenil del Slavia Sofía y luego en el primer equipo. En la temporada 2005/2006 ficha por el Dinamo Moscú ruso permaneciendo dos años en este equipo y ganando un campeonato ruso y una copa de Rusia.

### Trentino Volley (2007-2013)
En el verano 2007 marcha a la Liga italiana de voleibol, pasando a jugar al Trentino Volley junto al entrenador Radostin Stoytchev, también procedente de Dinamo Moscú. Compartiendo vestuario con jugadores de la talla del serbio Nikola Grbic, del polaco Michał Winiarski y del central italiano Emanuele Birarelli gana los dos primeros títulos en la historia del club: el campeonato 2007/2008 y la Champions League un año después. A partir de la temporada 2009/2010 es el capitán del equipo donde ha ganado, hasta 2013, 3 Ligas, 3 Copas de Italia, 1 Supercopa de Italia, 3 Champions League y 4 Mundiales por club.

### Halkbank Ankara (2013-2014)
Después de 14 títulos con el equipo italiano en verano 2013 deja el Trentino Volley, que se encuentra en crisis económica, y ficha por el Halkbank Ankara: en su primer partido con el conjunto turco gana la Supercopa de Turquía y el premio de MVP. Al final de la temporada consigue ganar también Copa y Campeonato de Turquía pero es derrotado en la final de Champions League por el Belogori'e Bélgorod.

### Trentino Volley (2014-2015)
El 16 de julio de 2014 el Trentino Volley anuncia el regreso de Kazijski en el club (donde vuelve a lucir el dorsal número 1) y al final de la temporada consigue gasar su cuarto campeonato de Italia.
En verano de 2015 deja definitivamente el equipo trentino tras siete temporadas, 325 partidos jugados, 15 títulos ganados y 4821 puntos anotado que lo convierten en el máximo anotador de la historia del club.

### JTEKT Stings (2015- )
El 5 de agosto de 2015 ficha por los japoneses del JTEKT Stings, equipo de Primera División.

### Selección
Entre 2003 y 2012 forma parte de la selección búlgara con la cual consigue ganar medallas de bronce en Mundial, Copa Mundial y campeonato europeo.Deja la selección debido a conflictos con la federación búlgara.

## Palmarés

### Club
- Copa de Bulgaria (1) : 2004/2005
- Campeonato de Rusia (1): 2005/2006
- Copa de Rusia (1): 2005/2006
- Campeonato de Italia (4): 2007/2008, 2010/2011, 2012/2013, 2014/2015
- Copa de Italia (3): 2009/2010, 2011/2012, 2012/2013
- Supercopa de Italia (2): 2011, 2021
- Champions Legue (3): 2008/2009, 2009/2010, 2010/2011
- Campeonato Mundial de Clubes (4): 2009, 2010, 2011, 2012
- Supercopa de Turquía (1): 2013
- Copa de Turquía (1): 2013/14
- Campeonato de Turquía (1): 2013/14

### Premios Individuales
- Mejor servidor de la Liga Mundial de 2004
- MVP de la Copa de Rusia 2004
- Mejor jugador europeo de 2006
- Mejor servidor de la Liga Mundial de 2006
- Mejor servidor del Campeonato Mundial de 2006
- Mejor servidor de la Liga de Campeones 2006/2007
- MVP de la final de los playoff de la Serie A1 2007/2008
- MVP de la Liga de Campeones 2008/2009[4]
- MVP y mejor atacante del Campeonato Mundial de clubes de 2009[5]
- Mejor atacante de la Liga de Campeones 2010/2011[6]
- Mejor servidor del Campeonato Mundial de clubes de 2011
- Mejor receptor de la Liga de Campeones 2013/2014[7]
- Mejor atacante del Campeonato Mundial de clubes de 2014[8]